# Heinrich Reffle von Richtenberg
Heinrich Reffle von Richtenberg (mort en 1477 à Königsberg) est le trente-troisième grand maître (magister generalis) de l’ordre Teutonique de 1470 à 1477.